# Nganglong Kangri
Nganglong Kangri (Aling Shan, Anglong Gangri; chiń. 阿陵山; pinyin Ālíng Shān) – pasmo górskie w zachodnich Chinach, na Wyżynie Tybetańskiej, w północno-zachodnich Transhimalajach. Wznosi się średnio na wysokość 4500–5000 m n.p.m. Najwyższy szczyt, Anglong Gangri Feng (昂龙岗日峰), osiąga 6596 m n.p.m. (według innych źródeł 7315 m n.p.m.). Rzeźba ma charakter wysokogórski. W wyższych partiach występują lodowce. Dominuje krajobraz pustyni wysokogórskiej.